# Normaldruckhydrozephalus
Beim Normaldruckhydrozephalus oder Normaldruckhydrocephalus (auch Altershirndruck; Abkürzung NPH von englisch normal pressure hydrocephalus) handelt es sich um einen Hydrocephalus, bei dem der Hirndruck (der Druck innerhalb der Liquorräume, in denen der Liquor cerebrospinalis zirkuliert) nur kurzzeitig, insbesondere nachts, erhöht ist.
Es wird der primäre oder idiopathische Normaldruckhydrozephalus mit unbekannter Ursache von sekundären Formen unterschieden, die vor allem durch Resorptionsstörungen des Liquor cerebrospinalis verursacht werden. Bei einem Normaldruckhydrozephalus kommt es zu einer typischen Trias (Hakim-Trias) aus drei Symptomen: Gangstörung, Demenz und Harninkontinenz.
Ohne eine Behandlung führt die Erkrankung früher zu einer Pflegebedürftigkeit und Mortalität, die Patienten werden tendenziell gehunfähig, rollstuhlpflichtig und bettlägerig und schwer dement.
Laut  wird bei 80 % der Patienten diese Krankheit nicht erkannt und diese nicht behandelt.

## Historisches
Die Erstbeschreibung erfolgte 1964 durch den kolumbianischen Arzt Salomón Hakim (1922–2011). Der erste Fall war ein 16-jähriger kolumbianischer Junge, der 1957 einen Autounfall hatte. Nachdem ein irreversibler Hirnschaden diagnostiziert wurde, erkannte Salómon Hakim aber im Röntgenbild einen vergrößerten Ventrikel. Inzwischen war der Junge inkontinent und bewusstlos. Nach einer Liquorpunktion von Hakim wachte der Patient aber wieder auf, und nachdem Hakim eine ständige Hirnwasser-Ableitung gelang, konnte der Junge wieder in die Schule gehen.
Damit wurde das erste Mal eine Demenzform beschrieben, die therapierbar war.

## Ätiologie
Die genauen Ursachen der Erkrankung sind nicht bekannt; möglicherweise können verschiedene Veränderungen in einen Normaldruckhydrozephalus einmünden (Aquäduktstenosen, Hydrocephalus malresorptivus – siehe auch den Artikel Hydrozephalus).
Beim Normaldruckhydrozephalus ist der Hirndruck (intracerebrale Druck) die meiste Zeit über normal, es kommt nur zu kurzzeitigen Hirndruckerhöhungen.
Der Ausdruck „Normaldruck-Hydrocephalus“ ist historisch begründet. Er wurde in den 1960er Jahren von Salomon Hakim, der dieses Krankheitsbild erstmals beschrieb, geprägt. Zu diesem Zeitpunkt war es noch nicht möglich, den Hirndruck über mehrere Tage kontinuierlich aufzuzeichnen. In der Zwischenzeit weiß man, dass es sich bei dem so genannten Normaldruck-Hydrocephalus nicht um einen Hydrocephalus mit stets normalem Hirndruck handelt.
Vielmehr kommt es insbesondere nachts zu einem stark schwankenden Hirndruckverlauf, und hierbei treten häufig dann eben doch Hirndruckspitzen in krankhafter Höhe auf. Korrekterweise müsste man daher diese Form des Hydrocephalus als intermittierenden Normaldruck-Hydrocephalus, beziehungsweise intermittierenden Hochdruck-Hydrocephalus bezeichnen. Es ist jedoch die Summe aller kurzfristigen nächtlichen Hirndruckerhöhungen, durch die auf lange Sicht das Hirn Schaden nimmt und daher Ausfallserscheinungen auftreten.
Führt man eine Druckmessung durch (z. B. im Rahmen einer Liquorpunktion), so ist die Messung nur dann aussagekräftig, wenn man zufällig während der Zeit punktiert, innerhalb der eine Druckerhöhung vorliegt. Zum Nachweis einer krankhaft erhöhten Druckerhöhung im Schädel im Rahmen eines Normaldruckhydrozephalus ist daher eine mehrtägige Nervenwasserdruckmessung notwendig.

## Epidemiologie
Am idiopathischen Normaldruckhydrozephalus erkranken meist Erwachsene um das 60. Lebensjahr. Der sekundäre Normaldruckhydrozephalus kommt dagegen in allen Altersklassen vor. Die idiopathische und die sekundäre Form kommen insgesamt etwa gleich häufig vor. Es gibt keine Bevorzugung eines Geschlechts. Für Prävalenz und Inzidenz gibt es keine zuverlässigen Daten. Die Angaben zur Inzidenz des NPH variieren stark und liegen in unterschiedlichen Studien zwischen 2 und 20 pro Million Einwohner pro Jahr. Schätzungen gehen von einer wesentlich größeren Häufigkeit aus. Bei einer Tür-zu-Tür-Untersuchung in Starnberg Anfang der 1990er Jahre fand sich eine Prävalenz von 0,4 % bei über 65-jährigen Personen.

## Symptome
Die Krankheit äußert sich in einer klassischen Trias (Hakim-Trias), bestehend aus
- Gangstörung (gewöhnlich erstes und häufigstes Symptom[13];> 85 %[14]/ bei ca. 88 % aller Patienten mit idiopathischem Normaldruckhydrozephalus[13]) mit langsamem, breit-basigem/-beinigem[15](schulterbreit oder breiter[16]) kleinschrittigen Gang, mit charakteristischerweise am Boden klebenden Füßen, daher auch „magnetischer Gang“[12][14]/„Bügeleisengang“[14] genannt; Fußspitzen sind häufig nach außen gerichtet;[16] Fuß-vor-Fuß-Gehen(Seiltänzergang) ist unmöglich[14]. Hinzu treten Schwierigkeiten beim Aufstehen und Unsicherheit mit Stürzen. Das Gehen wirkt apraktisch, weshalb auch von „Gangapraxie“ gesprochen wird. Das Gangbild ähnelt teilweise einem Parkinson-Gangbild, wobei jedoch andere Symptome eines Parkinson-Syndroms fehlen, hieraus leitet sich die missverständliche Bezeichnung „Lower Body Parkinsonism“ ab. Pyramidenbahnzeichen können hinzutreten.
- oft subkortikale Demenz[12] (60–80 %[17]) mit Störungen von Aufmerksamkeit, Arbeitsgedächtnis, psychomotorischem Tempo, Konzentration, beim Rechnen, visuell-räumlicher Orientierung[17] oder „dysexekutives Syndrom“:Handlungen Schritt für Schritt zu planen[18].
- es können psychiatrische Symptome wie Apathie oder Depressivität hinzukommen[17]
- neurogene[13] Blasen-Funktions-/-Entleerungs-Störungen (30–60 %[19]/ bei ca. 50 % der Patienten im Verlauf der Erkrankung[13]), üblicherweise in Form einer Blasenautonomie mit Dranginkontinenz

Gangstörung und Inkontinenz werden durch Seitenventrikelerweiterung hervorgerufen, da dies frontale Marklagerbahnen dehnt.
Außerdem kommt es zur Gangstörung, weil Pyramidenbahnaxone für untere Extremitäten nahe an den Gehirnventrikeln verlaufen.

### Symptomkombinationen
Nur bei ca. 48 % bzw. der Hälfte der Patienten treten alle Symptome (gleichzeitig) auf.
Ansonsten, wenn die Symptom-Trias nicht erfüllt ist:
- ausschließlich Gangstörung: 11 %
- ausschließlich Demenz: 2 %
- ausschließlich Inkontinenz: 0,3 %
- Gangstörung und Demenz: 29 %
- Gangstörung und Inkontinenz: 7 %
- Demenz und Inkontinenz: 3 %

Eine Gangstörung tritt also fast stets auf.
Die Gangstörung wird (daher) von einigen Autoren obligat gefordert.

## Diagnose

### Bildgebung
Diagnostisch sollte bei vorliegender klinischer Symptomatik ein CT oder alternativ MRT des Gehirns angefertigt werden.
Eine (krankhafte) Erweiterung der inneren(besonders der  Vorder- und Temporalhörner) und äußeren (besonders der Sylvischen Fissur) Liquorräume ist typisch.

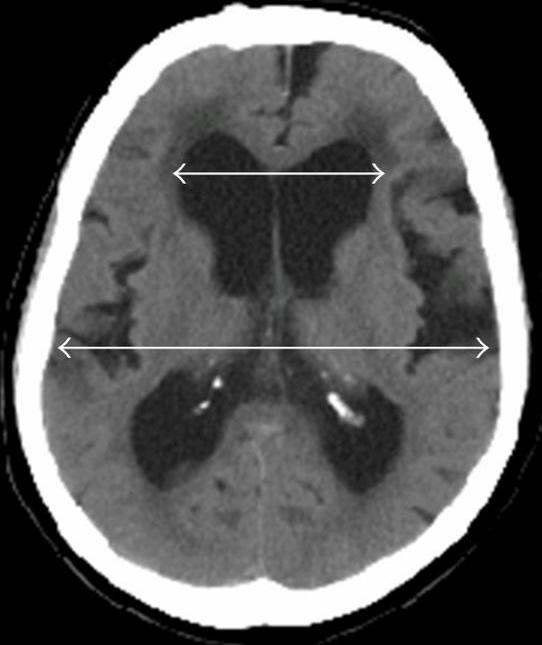
Berechnung des Evans-Index:weiße Strecke/Pfeile oben(maximaler Innendurchmesser der Frontalhörner der Seitenventrikel) geteilt durch weiße Strecke/Pfeile unten(maximaler Innendurchmesser des Schädels)

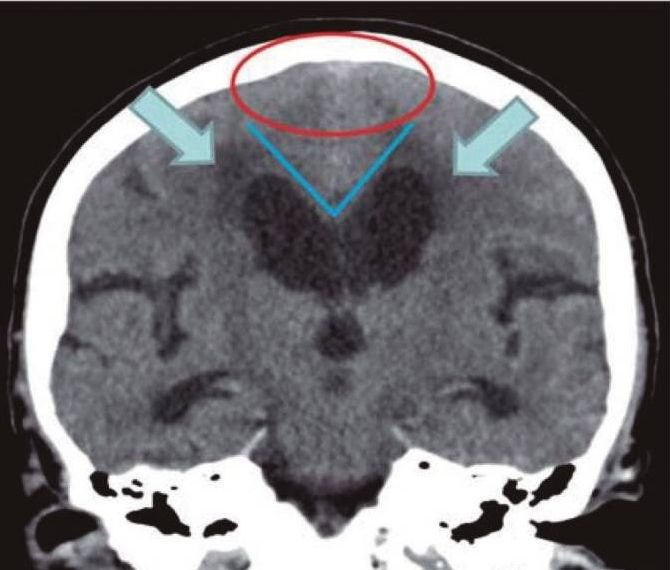
Blaues „V“: Corpus-Callosum-Winkel bei NPH

Hinweise auf einen Normaldruckhydrozephalus sind:
- Evans-Index(maximaler Innendurchmesser der Frontalhörner der Seitenventrikel dividiert durch maximalen Innendurchmesser des Schädels) > 0,3[27] auf Höhe des Foramen Monroi[28] im axialen Schnitt[28], das heißt eine  Erweiterung der Seitenventrikel
- disproportionale Erweiterung der äußeren Liquorräume(DESH--„disproportionately enlarged subarachnoid space hydrocephalus“): Weitstellung von Subarachnoidalräumen an lateraler Konvexität, besonders der Sylvischen Fissur und Engstellung der parasagittalen Subarachnoidalräume der oberen Konvexität und der medialen Hirnoberfläche[29]
- Corpus-Callosum-Winkel < 90°[27] / typischerweise 50–80°[30] im koronaren Schnitt[27] senkrecht zur Ac-pc-Ebene[31] auf Höhe der hinteren Kommissur[27]

### Liquorablass
Vor und nach dem Liquor-Ablass sollten zum Vergleich der Wirkung Ganguntersuchungen (Schrittweite, Geschwindigkeit) und kognitive/neuropsychologische Tests durchgeführt werden.

#### Probe-Liquor-Ablass
Zeigen sich bei der Bildgebung (weitere) Verdachtsmomente, wird zur Probe ca. 40 ml/30–50 ml von Liquor cerebrospinalis entnommen, nach der sich die Krankheitssymptome, besonders der Schrittweite und Geschwindigkeit der Gangstörung bessern sollten (aber – auch bei Vorliegen eines NPH – nicht unbedingt müssen).
Die maximale Symptomminderung wird binnen 24–48 h erwartet.

#### 3-tägiger Liquor-Dauer-Ablass
Falls der Probe-Liquor-Ablass keine Besserung der Symptome bringt, können mittels Lumbaldrainage 150–300 ml/Tag abgelassen werden.

### Alternativen
Alternativ können hämodynamische Tests oder eine intrakranielle Druckmessung durchgeführt werden.

### Differenzialdiagnose
Differentialdiagnostisch muss ein sekundärer Normaldruckhydrocephalus (z. B. Zustand nach Meningitis oder Subarachnoidalblutung), ein chronischer Verschlusshydrocephalus, eine Alzheimererkrankung, eine Parkinsonerkrankung aber auch eine cervikale Myelopathie und eine Lumbalkanalstenose ausgeschlossen werden.
Es gilt zu bedenken, dass auch mehrere Krankheiten gleichzeitig auftreten können.
Nicht wenige Patienten haben auch Alzheimer-Demenz oder Morbus Parkinson.
Laut  leiden sogar 75 % der therapiepflichtigen Patienten an einer weiteren neurodegenerativen Erkrankung.

#### Gangstörung
- Gangstörungen, die dem Normaldruckhydrozephalus ähneln, treten bei diversen vaskulären und neurodegenerativen Krankheiten auf[40], so z. B. bei Alzheimer-Krankheit, Morbus Binswanger, Parkinson-Krankheit(besonders vaskuläre Form, „lower body parkinsonism“)[41][42]
- Altersbedingter langsamer Gang mit kleinen Schritten[43]
- Medikamenteneinnahme[44]

#### Aufgeweitete Ventrikel in CT, MRT
Verschlusshydrozephalus, kompensierter Stauungshydrozephalus

## Therapie
Es gibt keine Medikamente gegen die Krankheit.
Der Normaldruckhydrozephalus ist oft gut behandelbar. Je frühzeitiger die Therapie eingeleitet wird, desto besser ist das Ergebnis. Problematisch ist es, dass die Diagnose zu selten gestellt wird und oft mit anderen Erkrankungen verwechselt wird. Therapeutischer Goldstandard ist die Anlage eines ventrikuloperitonealen Shunts. Nach frühzeitiger Therapie kann sich vor allem die Gangstörung, geringer auch die Kontinenz verbessern.
Alternativ kann eine konservative Therapie mit wiederholten Liquorpunktionen durchgeführt werden.

### Shunt
Der Operation wird als erfolgreich prognostiziert, wenn
- eine Gangstörung vordergründig vorliegt[49] bzw. schwerwiegender als die Demenz ist[50] und[49]/oder[50] vor der Demenz auftrat
- geringe Krankheitsdauer (besonders Demenz)[51]
- Patient ist nicht oder nur leicht dement[52]
- Corpus-Callosum-Winkel von 50°–80°[53]
- keine (wesentliche) kortikale Atrophie[54][55]
- B-Wellen (ca. 30 s bis 2 min 10–20 mmHg[56]) (nach Lundberg[57]) > 10 % der Meßdauer[58] in kontinuierlicher Messung des Drucks im Schädelinneren[59] über mind. 24 h, besser 48 h oder 72 h[60]
- Liquorausflußwiderstand gemessen mit lumbo-ventrikulärer steady-state-Infusionstechnik > 12,5 mmHg/ml/min[61]
- besserer klinischer Zustand nach Lumbalpunktion oder nur vorübergehend auftretender externer Liquordrainage[62]

Indikatoren für ein ungünstiges postoperatives Ergebnis:
- schwere Demenz
- ausgeprägte Atrophie
- ausgeprägte subkortikale vaskuläre Enzephalopathie

#### Shunt-Typen
Es gibt verschiedene Shunt-Typen, bei denen unterschieden wird, woher und wohin sie ableiten. Ventrikulo-atrialer und ventrikulo-peritonealer Shunt leiten Liquor aus Gehirn-Ventrikeln ab, der lumboperitoneale Shunt aus dem Rückenmark.
Ventrikulo-peritonealer und lumboperitonealer Shunt leiten in die Bauchhöhle, ventrikulo-atrialer Shunt in den rechten Vorhof des Herzens.

#### Erfolgsrate
Die Erfolgsraten der Ventrikel-Shunt-Operation beträgt bis zu 90 %, wobei in der Fachliteratur weiter differenziert wird:
- idiopathischer NPH 54 %[66]
- NPH mit bekannter Ursache 74 %[66]
- nach Hirnverletzung 77 %[66]
- nach spontaner Subarachnoidalblutung 73 %[66]
- nach Meningitis 67 %[66]
- bei Gangstörung 63 %[67]
- ohne Gangstörung  23 %[67]
- Gangstörung ohne Demenz 70 %[67]
- Gangstörung mit Demenz 56 %[67]
- Demenz ohne Gangstörung 27 %[67]

#### Komplikationen
Mögliche Komplikationen einer Shunt-Operation siehe Hauptartikel zu Zerebralshunt.

#### Postoperativer Verlauf
- Gangstörung, Antriebsminderung, Gedächtnisstörung und Feinmotorik sprechen am besten an[68]